# Echoverleihung 2008
Der Musikpreis Echo 2008 der Deutschen Phono-Akademie wurde am 15. Februar im Berliner ICC verliehen. Moderiert wurde die Verleihung von Nazan Eckes und Oliver Geissen.
Wie bei jeder Echoverleihung war der kommerzielle Erfolg für den Preisträger verantwortlich.
In der Kategorie Bester Liveact waren alle nationalen Künstler nominiert, die 2007 auf einer Tournee waren. Die Zuschauer konnten auf den Internetplattformen von RTL, Bild und Eventim einen von 20 Künstlern auswählen. In einer zweiten Abstimmungsrunde wurden dann die fünf besten aus den besten zehn Künstlern gewählt.

## Rock/Pop

### Künstler des Jahres (national)
Herbert Grönemeyer (12)
- Laith Al-Deen (Die Liebe zum Detail)
- Mark Medlock (Mr. Lonely)
- Reinhard Mey (Bunter Hund)
- Roger Cicero (Beziehungsweise)

### Künstler des Jahres (international)
James Blunt (All the Lost Souls)
- Bruce Springsteen (Magic)
- Michael Bublé (Call Me Irresponsible)
- Mika (Life in Cartoon Motion)
- Timbaland (Shock Value)

### Künstlerin des Jahres (national)
LaFee (Jetzt erst recht)
- Annett Louisan (Das optimale Leben)
- Ina Müller (Weiblich, Ledig, 40)
- Nena (Cover Me)
- Sarah Connor (Soulicious)

### Künstlerin des Jahres (international)
Nelly Furtado (Loose)
- Amy Winehouse (Back to Black)
- Avril Lavigne (The Best Damn Thing)
- Katie Melua (Pictures)
- Rihanna (Good Girl Gone Bad)

### Gruppe des Jahres (national)
Die Fantastischen Vier (Fornika)
- beFour (All 4 One)
- Ich + Ich (Vom selben Stern)
- Marquess (Frenetica)
- Tokio Hotel (Zimmer 483)

### Gruppe des Jahres (international)
Linkin Park (Minutes to Midnight)
- Bon Jovi (Lost Highway)
- Eagles (Long Road Out of Eden)
- Snow Patrol (Eyes Open)
- Sunrise Avenue (On the Way to Wonderland)

## Schlager

### Künstler/Künstlerin/Gruppe/Kollaboration des Jahres (Deutschsprachiger Schlager)
DJ Ötzi (Sternstunden)
- Die Amigos (Der helle Wahnsinn)
- Helene Fischer (So nah wie du)
- Howard Carpendale (20 Uhr 10)
- Semino Rossi (Einmal ja – immer ja)

## Volksmusik

### Künstler/Künstlerin/Gruppe/Kollaboration des Jahres (Volkstümliche Musik)
Kastelruther Spatzen (Dolomitenfeuer)
- Captain Cook und seine singenden Saxophone (Mandolinen und Mondschein)
- Hansi Hinterseer (Von Herz zu Herz)
- Monika Martin (Aloha Blue)
- Nockalm Quintett (Volle Kanne Sehnsucht)

## Hip-Hop/R&B

### Künstler/Künstlerin/Gruppe des Jahres Hip-Hop/R&B (national)
Bushido (7)
- B-Tight (Neger Neger)
- Chakuza (City Cobra)
- Culcha Candela (Culcha Candela)
- Sido (Ich)

### Künstler/Künstlerin/Gruppe des Jahres Hip-Hop/R&B (international)
50 Cent (Curtis)
- Ciara (The Evolution)
- Kanye West (Graduation)
- R. Kelly (Double Up)
- The Beastie Boys (The Mix Up)

## Rock/Alternative

### Künstler/Künstlerin/Gruppe des Jahres Rock/Alternative (national)
Die Ärzte (Jazz ist anders)
- Beatsteaks (Limbo Messiah)
- Panik (Niemand hört dich)
- Sportfreunde Stiller (La Bum)
- Tocotronic (Kapitulation)

### Künstler/Künstlerin/Gruppe des Jahres Rock/Alternative (international)
Nightwish (Dark Passion Play)
- Foo Fighters (Echoes, Silence, Patience & Grace)
- Kaiser Chiefs (Yours Truly, Angry Mob)
- Marilyn Manson (Eat Me, Drink Me)
- Within Temptation (The Heart of Everything)

## Jazz

### Jazz-Produktion des Jahres (national oder international)
Till Brönner (The Christmas Album)
- Diana Krall (The Very Best of Diana Krall)
- Götz Alsmann (Mein Geheimnis)
- Silje Nergaard (Darkness Out of Blue)
- Thomas Quasthoff (The Jazz Album)

## Album des Jahres (national oder international)
Herbert Grönemeyer (12)
- Amy Winehouse (Back to Black)
- Die Ärzte (Jazz ist anders)
- Linkin Park (Minutes to Midnight)
- Nelly Furtado (Loose)

## Nachwuchspreis der Deutschen Phono-Akademie

### Newcomer des Jahres (national)
Mark Medlock (Mr. Lonely)
- beFour (All 4 One)
- Jimi Blue (Mission Blue)
- Panik (Niemand hört dich)
- Nevio (Nevio)

### Newcomer des Jahres (international)
Mika (Life in Cartoon Motion)
- Colbie Caillat (Coco)
- Maria Mena (Apparently Unaffected)
- Serj Tankian (Elect the Dead)
- Tarja (My Winter Storm)

## Hit des Jahres (national oder international)
DJ Ötzi & Nik P. (Ein Stern (… der deinen Namen trägt))
- Ich + Ich (Vom selben Stern)
- Nelly Furtado (Say It Right)
- Rihanna & Jay-Z (Umbrella)
- Timbaland & OneRepublic (Apologize)

## Musik-DVD-Produktion (national)
Böhse Onkelz (Vaya con Tioz)
- Deutschland sucht den Superstar (Deutschland sucht den Superstar)
- Herbert Grönemeyer (12 – Live)
- Semino Rossi (Buenos dias, ich bin wieder hier)
- Silbermond (Laut gedacht – live)

## Bester Live-Act
Bushido (7 Live-Tour)
- Peter Maffay (Laut & Leise-Tour)
- Rosenstolz (Das große Leben-Tour)
- Silbermond (Laut gedacht)
- Tokio Hotel (Zimmer 483–Tour)
- Andrea Berg (Andrea Berg)
- Die Fantastischen Vier (Fornika für dich-Clubtour)
- Die Flippers (Die Flippers)
- Herbert Grönemeyer (Herbert Grönemeyer)
- Jan Delay (Jan Delay & Disko No.1-Tour)
- Kastelruther Spatzen (Kastelruther Spatzen)
- Max Raabe (Max Raabe & Palast Orchester)
- Pur (Pur Open Air)
- Reamonn (Wish Live-Tour)
- Roger Cicero (Männersachen Live-Tour)
- Sasha (Greatest Hits-Tour)
- Seeed (Next!-Tour)
- Semino Rossi (Ich denk an dich-Tour)
- Sportfreunde Stiller (La Bum)
- Wir sind Helden (Soundso-Tour)

Anmerkung: Die Kursiv geschriebenen Künstler/Künstlerin/Gruppe sind bereits durch das Zuschauervoting ausgeschieden.

## Video (national)
Tokio Hotel (Spring nicht)
- Beatsteaks (Cut Off the Top)
- Die Fantastischen Vier (Ernten was wir säen)
- Ich + Ich (Vom selben Stern)
- K.I.Z (Geld essen (Ausgestopfte Rapper))
- LaFee (Wer bin ich?)

## Medienpartner des Jahres
Radio Fritz

## Handelspartner des Jahres
jpc

## Produzent/Produzentin des Jahres
Andreas Herbig (für Ville Valo & Natalia Avelon, Sasha, Culcha Candela, Ich + Ich)
- David Jost, Pat Benzner, Dave Roth & Peter Hoffmann (für Tokio Hotel)
- Dieter Bohlen (für Mark Medlock)
- Moses Schneider (für Beatsteaks, Tocotronic, Turbostaat)
- Thorsten Brötzman (für Nevio, Howard Carpendale, DJ Ötzi, Tommy Reeve)

## Preis fürs Lebenswerk
Rolf Zuckowski

## Sonderpreis
Dieter Thomas Heck